# Björna kyrka
Björna kyrka är en kyrkobyggnad som tillhör Björna församling i Härnösands stift. Kyrkan ligger drygt två kilometer nordväst om tätorten Björna i Örnsköldsviks kommun.

## Kyrkobyggnaden
Första kyrkan på platsen uppfördes 1797 och invigdes 1800. 1848 brann kyrkan ned.
Nuvarande träkyrka uppfördes åren 1850-1853 och renoverades i slutet av 1890-talet. Nuvarande sakristia tillkom vid en renovering 1956-1957. Samtidigt varmbonades kyrkan och målades om invändigt såväl som utvändigt. 19 januari 1958 återinvigdes kyrkan av biskop Gunnar Hultgren. 1989 fick kyrktornet ett nytt koppartak.
Kyrkan vilar på en grund av natursten och består av ett långhus med gaveltorn och ingång i väster.

## Inventarier
- Nuvarande altaruppsats "Golgata" av Holger Persson, Sollefteå tillkom vid renoveringen 1956-1957.

## Orgel
1902 byggde E. A. Setterquist & Son, Örebro, en orgel med 10 stämmor fördelade på två manualer och en pedal. Den blev avsynad och godkänd november 1902 av domkyrkoorganisten i Härnösand, Johan Fredrik Janson. 1959 omdisponeras orgeln av samma firma.

### Webbkällor
- Björna församling